# Ratne
Ratne (ukrainisch Ратне; russisch Ратно Ratno, polnisch Ratno) ist eine Siedlung städtischen Typs im nordwestlichsten Teil der Ukraine in der Oblast Wolyn. Sie war bis Juli 2020 Verwaltungssitz des gleichnamigen Rajons.

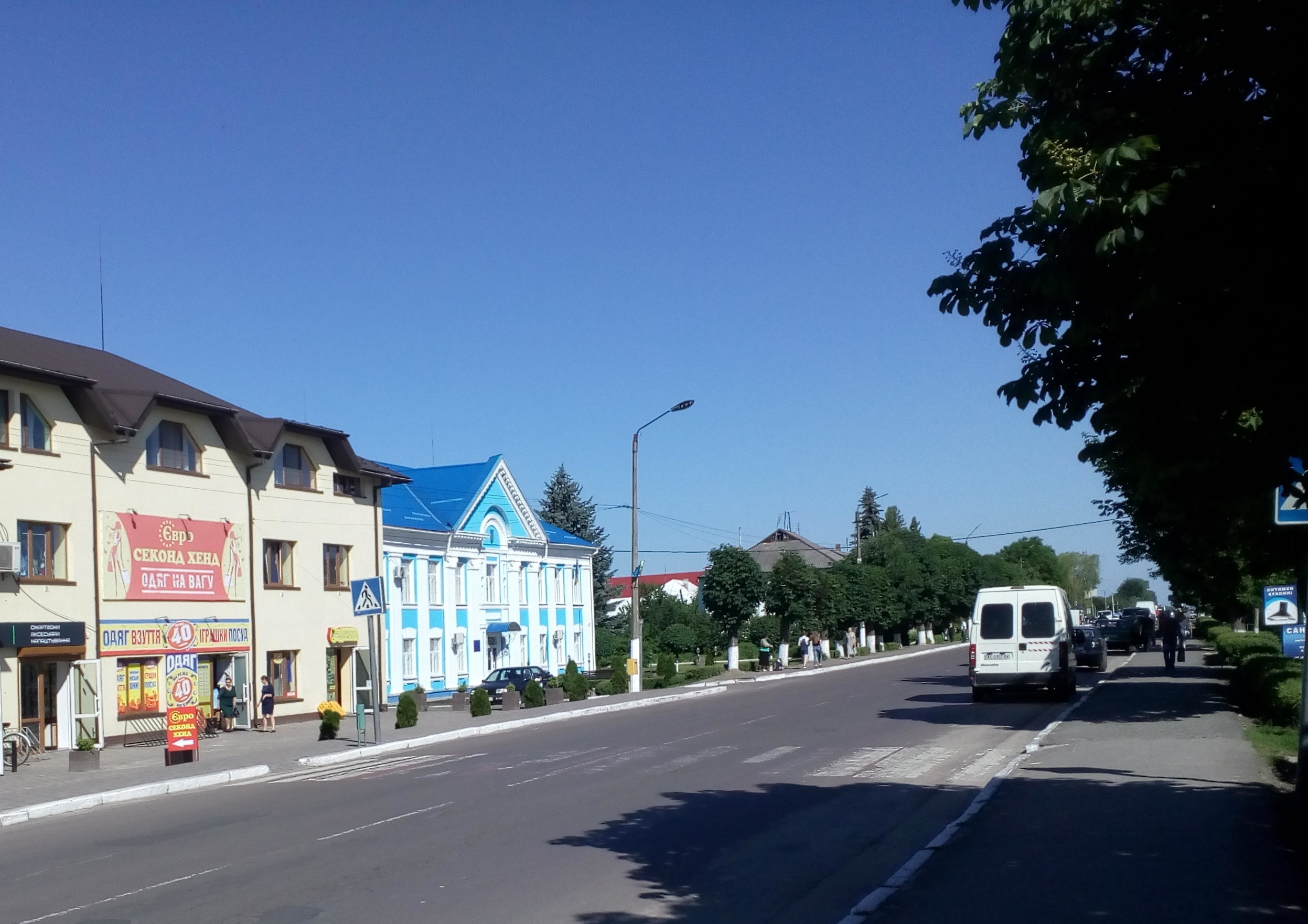
Hauptstraße von Ratne

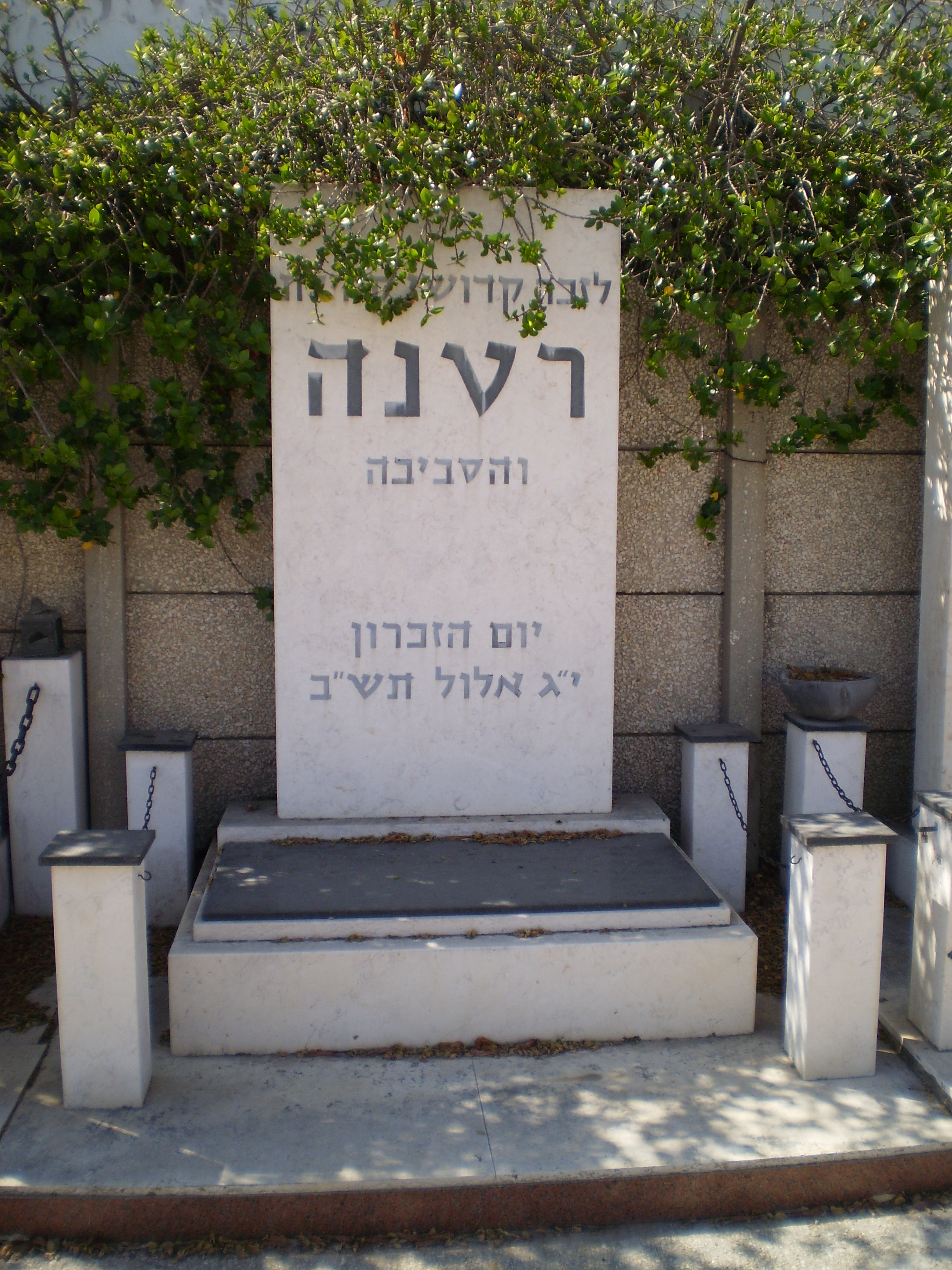
Holocaust-Gedenkstätte Ratne

## Geographie
Die Siedlung liegt am Ufer des Pripjat südlich der nahegelegenen Grenze zu Belarus. Die nächstgrößere Stadt ist Luzk, die etwa 130 Kilometer südlich liegt. Östlich von Ratne mündet die Wyschiwka in den Pripjat. In der Stadt trifft die Territorialstraße T–03–08 auf die Fernstraße M 19/ E 85.

## Geschichte
Der Ort wurde Ende des 12. – Anfang des 13. Jahrhunderts erstmals schriftlich erwähnt. Er gehörte damals zum Fürstentum Halitsch-Wolhynien. Aus dieser Zeit stammt auch eine Befestigungsanlage zur Verteidigung der Grenze des Fürstentums zu Litauen.
1340 eroberte Fürst Ljubartas Ratne für das Großfürstentum Litauen. 1349 ging es an Polen, 1366 wieder an Litauen. 1377 war Ratne Sitz einer kleinen eigenständigen Herrschaft mit den Städten Ljuboml und Koschersk unter Fiodoras, dem Sohn des litauischen Großfürsten Algirdas. Spätestens 1387 hatte sich die Herrschaft zum Fürstentum Kobrin entwickelt. Um 1432 ging Ratne vom Fürstentum unmittelbar an Litauen.
1440 erhielt Ratne das Stadtrecht nach Magdeburger Recht durch den polnischen König Władisław III. In dieser Zeit war es Sitz eines Starosten und Verwaltungsmittelpunkt des gleichnamigen Kreises (Powiat ratneński) in der Woiwodschaft Brześć Litewski, seit 1569 in der polnisch-litauischen Adelsrepublik.
Ab der Dritten Teilung Polens 1795 gehörte Ratne zum Gouvernement Wolhynien des russischen Kaiserreiches. Von 1921 bis 1939 gehörte Ratne in der Woiwodschaft Wolhynien zur Zweiten Polnischen Republik (Powiat Kowel, Gmina Górniki). Mit der sowjetischen Besetzung Ostpolens 1939 kam es zur Ukrainischen SSR, wo es 1940 Sitz des gleichnamigen Rajons wurde. Nach der deutschen Besetzung 1941–44 wurde es wieder sowjetisch, ehe es, nach dem Zerfall der Sowjetunion 1991, zur unabhängigen Ukraine kam.

## Jüdisches Leben
1870 waren 65 % der Bevölkerung Juden.
In Ratne wurden der bedeutende jüdisch-kanadische Schriftsteller Abraham Moses Klein (1909–1972) und der jiddisch-polnische Schriftsteller Eliasz Rajzman (1909–1975) geboren.

## Wirtschaft
In Ratne sind verschiedene Betriebe, vor allem der holzverarbeitenden Industrie ansässig.

## Verwaltungsgliederung
Am 12. Juni 2020 wurde die Siedlung zum Zentrum der neugegründeten Siedlungsgemeinde Ratne (Ратнівська селищна громада Ratniwska selyschtschna hromada). Zu dieser zählen auch noch die 23 in der untenstehenden Tabelle aufgelistetenen Dörfer, bis dahin bildete die Siedlung die gleichnamige Siedlungsratsgemeinde Ratne (Ратнівська селищна рада/Ratniwska selyschtschna rada) im Zentrum des Rajons Ratne.
Am 17. Juli 2020 wurde der Ort Teil des Rajons Kowel.
Folgende Orte sind neben dem Hauptort Ratne Teil der Gemeinde:
| Name                     | Name              | Name                                  | Name              | Name |
| ukrainisch transkribiert | ukrainisch        | russisch                              | polnisch          |      |
| ------------------------ | ----------------- | ------------------------------------- | ----------------- | ---- |
| Beresa                   | Береза            | Берёза (Berjosa)                      | Bereza            |      |
| Brody                    | Броди             | Броды                                 | Brody             |      |
| Dolyna                   | Долина            | Долина (Dolina)                       | Dolina            |      |
| Domanowe                 | Доманове          | Доманово (Domanowo)                   | Domanowo          |      |
| Hirnyky                  | Гірники           | Горники (Gorniki)                     | Górniki           |      |
| Hodyn                    | Годинь            | Годынь (Godyn)                        | Hodyń             |      |
| Komarowe                 | Комарове          | Комарово (Komarowo)                   | Komarowo          |      |
| Konyschtsche             | Конище            | Конище (Konischtsche)                 | Koniszcze         |      |
| Kortelissy               | Кортеліси         | Кортелесы (Kortelessy)                | Kortelisy         |      |
| Kossyzi                  | Косиці            | Косицы (Kossizy)                      | Kosice            |      |
| Kraska                   | Краска            | Краска                                | Kraska            |      |
| Mlynowe                  | Млинове           | Млыново (Mlynowo)                     | Młynowe           |      |
| Prochid                  | Прохід            | Проход (Prochod)                      | Prochód           |      |
| Sapokiwne                | Запоківне         | Запоковное (Sapokownoje)              | Zapokiwie         |      |
| Schmenky                 | Шменьки           | Шменьки (Schmenki)                    | Szmeńki           |      |
| Schyrytschi              | Жиричі            | Жиричи (Schiritschi)                  | Żyrycze           |      |
| Sdomyschel               | Здомишель         | Здомышель                             | Zdomyśl           |      |
| Silze                    | Сільце            | Сельцо (Selzo)                        | Sielce            |      |
| Silzja-Mlyniwski         | Сільця-Млинівські | Сельца-Млыновские (Selza-Mlynowskije) | Sielce Młynowskie |      |
| Starostyne               | Старостине        | Старостино (Starostino)               | Starościn         |      |
| Wyschytschno             | Вижично           | Выжично (Wyschitschno)                | Wyżyczno          |      |
| Wyssotschne              | Височне           | Высочное (Wyssotschnoje)              | Wyżyczno          |      |
| Wyten                    | Витень            | Витень (Witen)                        | Witeń             |      |

## Bevölkerungsentwicklung
- 1870 — 2099 Einwohner[3]
- 1897 — 3089 Einwohner
- 1921 — 2410 Einwohner
- 1970 — 5100 Einwohner
- 2001 — 8489 Einwohner
- 2006 — 9200 Einwohner
- 2025 — 8750 Einwohner